# Крабат — ученик колдуна (мультфильм)
«Крабат — ученик колдуна» (чеш. Čarodějův učeň) — чехословацкий полнометражный мультфильм, снятый в Западной Германии в 1977 году режиссёром Карелом Земаном по мотивам книги Отфрида Пройслера «Крабат, или Легенды старой мельницы».

## Сюжет
В сказке речь идёт о мальчике сироте по имени Крабат, родителей которого унесла эпидемия и он скитается по белому свету один. В это время идёт война, и мальчик старается прятаться от солдат, чтобы не пополнить их ряды.
Жить ему негде и он рад свободе, но с наступлением зимы становится тяжелее. Он находит какой-то сарай, ночует там и там же находит друзей, таких же сирот, с которыми он ходит по домам в праздники, поёт песни, тем самым зарабатывая себе на пропитание.
Далее его позвал голос ворона на мельницу, и паренёк, не зная, что его там ждёт, идёт за вороном. Он не знал, что на мельнице происходят страшные дела, и что эта мельница-ловушка, об этом он узнает позже, а пока для него главное крыша над головой и хорошая еда.
В финале мультфильма девушка пришла на поединок с колдуном заступиться за своего возлюбленного. И он, не в силах ничего противопоставить двум любящим сердцам, околевает, превращаясь в кусок камня. После этого мельница сгорает вместе с ним. Возлюбленные уходят к горизонту, держась за руки, прочь от пылающей адской мельницы.

## Озвучивание
| Роль                | Чешская версия | Немецкая версия  |
| ------------------- | -------------- | ---------------- |
| Крабат / Рассказчик | Людек Мунзар   | Кристиан Брюкнер |
| Мастер              | Ярослав Моучка | Фридрих Шюттер   |